# Laatste Oordeel (Jheronimus Bosch, Brugge)
Het Laatste Oordeel is een drieluik van de Zuid-Nederlandse schilder Jheronimus Bosch in het Groeningemuseum in Brugge. Het is een van de twee drieluiken van Bosch met dit onderwerp.

## Voorstelling
Het stelt het Laatste Oordeel voor en komt in grote lijnen overeen met Bosch’ eerdere Laatste Oordeel-drieluik in Wenen. Ook daar breekt de schilder met de traditie door de opstanding van de doden en het verzamelen van de uitverkorenen bewust weg te laten. Op de zijpanelen zijn links het paradijs en rechts de hel afgebeeld.

### Middenpaneel
De voorstelling op het middenpaneel bestaat uit een weids landschap met bovenin in een cirkel een oordelende Christus bij zijn wederkomst omgeven door uitverkorenen en engelen. In tegenstelling tot andere Laatste Oordeel-voorstellingen is in het landschap onder hem niet de opstanding van de doden afgebeeld, maar een wereld vol slechtheid, strijd en kwellingen. Als mogelijke bron voor deze voorstelling wordt genoemd Dirc van Delfs Tafel vanden kersten gelove (ca. 1400). Hierin beschrijft hij het einde der tijden als volgt:

Dan sal dat over-grote vuer alle die elementen puren ende als si over cristallen puer, claer blencken water ende aerde, so sal God dan dat licht deylen vanden brande des vuers ende nemen dat licht totter heilighen meerre claerheit, ende dat vuer sal bliven barnende in alle den slijm ende vulnisse der werlt [...]. Ende dit vuer mit alle deser barninghe sal die sondaer omme ende omme bevanghen mit alle der duvelen als in enen ronden cloot, ende sal storten neder doer die middeweghe vander aerden in enen plock. Ende die diepe afgrondighe put sal boven besloten werden, gheteykent mitten vingerelijn Gods, dat nemmermeer of ghebroken en sal werden [...].

(Dan zal dit enorme vuur alle elementen zuiveren en als deze zuiverder dan kristal water en aarde helder laten blinken, zo zal God dit licht van het vuur delen en het licht tot meerdere helderheid van de heiligen aanwenden, en het vuur zal blijven branden in al het slijm en vuilnis van de wereld [...]. En dit vuur met al deze hitte zal de zondaar geheel bevangen met alle duivels als in een rode bal, en zal neerstorten door het midden van de aarde in een put. En deze diepe put zal van boven afgesloten worden, getekend met het zegel van God, dat nimmer opengebroken zal worden).
— Dirc van Delf.

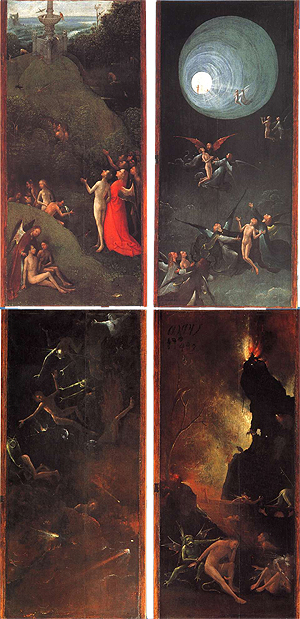
Jheronimus Bosch. Visioenen uit het hiernamaals. Circa 1490 of later. Venetië, Dogepaleis.

De schilder beperkt de in dit verhaal beschreven brand echter tot de achtergrond. Op de voorgrond beeldt hij allerlei vormen van zondig gedrag uit. Enkele details, zoals het malen van mensen met enorme molenstenen en de figuur die op een aambeeld wordt gepijnigd, zijn ontleend aan het Laatste Oordeel-drieluik in Wenen. Andere details, zoals de enorme doedelzak waaromheen mensen eeuwig moeten dansen, zijn weer ontleend aan het rechterluik van de Tuin der lusten.

### Linkerpaneel
In tegenstelling tot het Weense drieluik stelt het linkerpaneel niet de Hof van Eden voor, maar een hemel – of beter gezegd, twee hemelen. De eerste hemel, het Aards Paradijs, – door de kunsthistoricus Max Friedländer omschreven als ‘a heaven of fairytale and carnival’ – stelt de schilder zich voor als een weids landschap, waarin uitverkorenen zich overgeven aan engelenmuziek en andere hemelse activiteiten. Alleen de werkelijk goeden stijgen op naar de tweede hemel, het Hemels Paradijs, dat de schilder weergeeft als het begin van een tunnel van licht, vergelijkbaar met die van de Opstijging naar het Hemelse Paradijs, dat deel uitmaakt van de Visioenen uit het hiernamaals in het Dogepaleis in Venetië. Het maken van onderscheid tussen een aard en een hemels paradijs komt in Bosch’ tijd vaker voor.

### Rechterpaneel

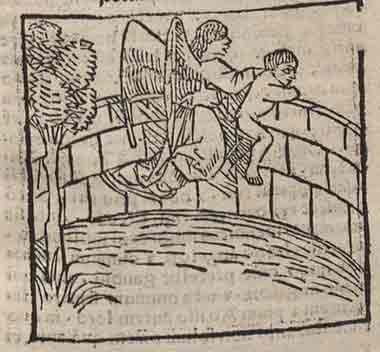
Scène uit Tondalus' visioen. 1483.

De hel op het rechterpaneel is voorgesteld als een ommuurde vesting met een grote toegangspoort. Vanwege de tegenstelling tussen het linkerluik (Paradijs) en het rechterluik, kan men het rechterluik opvatten als de hel. Soldaatachtige monsters proberen een bres in de vestingmuur te slaan. Vlak voor de poort is te zien hoe een verdoemde ziel, die aan zijn helm te herkennen is als soldaat, rijdend op een os, een plateau voortbeweegt met daarop een ketel waarin zich een non en een monnik bevinden.
Deze scène is geïnspireerd op het in Bosch' tijd alom bekende Tondalus' visioen, een legende over de Ierse ridder Tondalus, die in een toestand van schijndood een visioen had waarin hij door een engel gewezen wordt op de gevolgen van zijn wereldse leven. De engel leidt hem rond in de hel en wijst hem daar op een brug van twee mijl lang en slechts twee handpalmen (ca. 20 cm) breed, waarover zondaars een woest meer vol met bloeddorstige duivels moeten oversteken. Als Tondalus de engel vraagt wat dit te betekenen heeft antwoordt deze hem:

Desen torment es dine ende dijnre ghesellen die stelen lettel of vele, maer heven seere so ne dooghen si dese pine niet, het en ware of si sacrilegie daden. Doe vraghde tondalus: Wat heetti sacrilegye. Dinghel antwoordde: Die hiet steelt dat ghewijt es vanden gewijdden wertmen ghecondampneert van sacrilegien. Ende sonderlinghe die mesdoen onder dat abijt van religioene in onsuverheden van luxurien.

(‘Deze foltering is bestemd voor jou en je vrienden, die in meer of mindere mate hebben gestolen, maar toch hoeven zij deze straf niet te ondergaan, tenzij ze zich schuldig maken aan sacrilegie’. Toen vroeg Tondalus: ‘Wat is sacrilegie?’ De engel antwoordde: ‘Wie een gewijd object steelt van de Kerk wordt veroordeeld voor sacrilegie. En in het bijzonder zij die als kloosterlingen onkuisheden begaan’.)
— Tondalus' Visioen

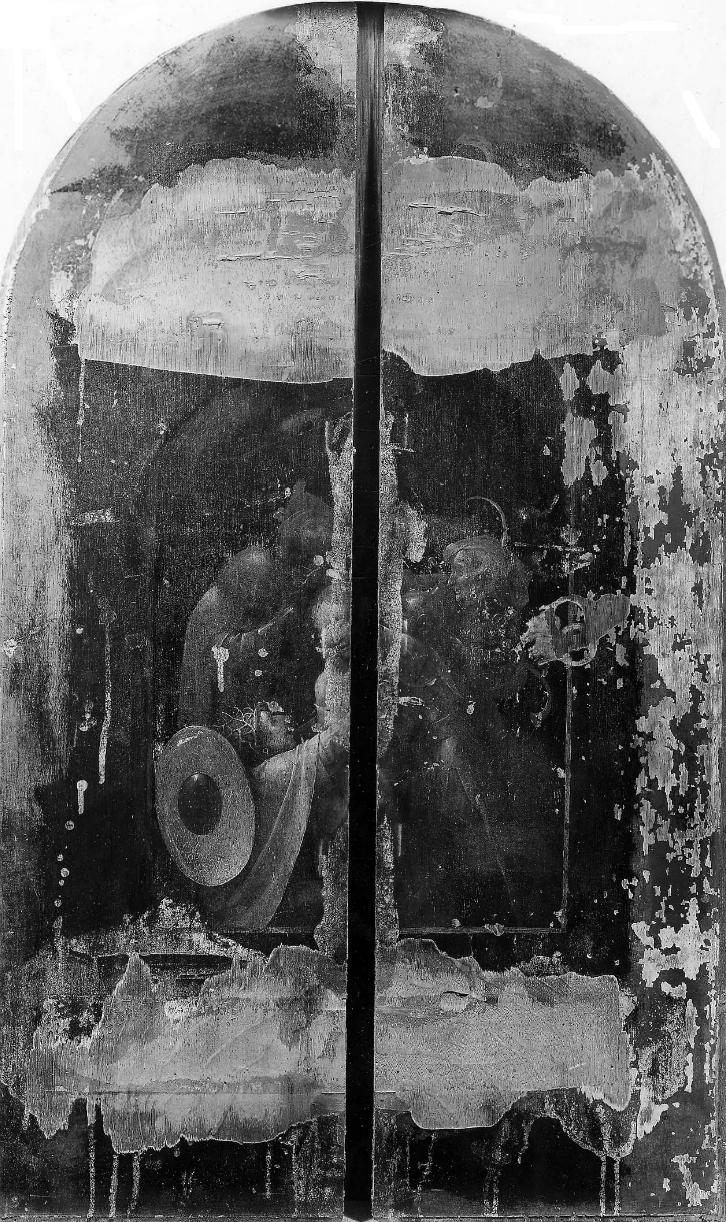
Buitenzijde.

Omdat Tondalus ooit een koe heeft gestolen laat de engel hem vervolgens met een koe de smalle brug oversteken. De miskelk die de Tondalus-figuur op het drieluik vasthoudt verwijst naar de sacrilegie (heiligschennis), terwijl het zwaard waarmee hij doorboord is, waarschijnlijk verwijst naar de hoofdzonde Ira (woede). Verder draagt hij aan een speer een witte doek en een vuurpot met zich mee. De witte doek is hier vermoedelijk bedoeld als lijkwade, terwijl de vuurpot hem mogelijk brandmerkt als ‘moordbrander’ (een brandstichter met dodelijke afloop). De twee kloosterlingen in de ketel verwijzen vermoedelijk naar de in het tekstfragment genoemde hoofdzonde Luxuria (onkuisheid).

## Buitenzijde
In gesloten toestand is op het drieluik in grisaille een doornenkroning van Christus te zien.

## Toeschrijving en datering
Het middenpaneel is linksonder gesigneerd Jheronimus bosch. Het werk is echter opgebouwd uit allerlei motieven uit andere werken van Bosch, wat meestal op het werk van een navolger wijst. Friedländer merkt op dat deze motieven nergens letterlijk zijn gekopieerd en beschouwt het daarom als origineel. Vrijwel alle andere auteurs zien het als het werk van een navolger. Na restauratie veranderde dit. Henri Pauwels (medewerker van het Groeningemuseum) beschouwde het werk, op grond van het grisaille aan de buitenzijde, die toen tevoorschijn kwam, als origineel. Bosch-auteur Charles de Tolnay, die het eerst nog ongunstig beoordeelde, sloot zich hierbij aan. Volgens hem ontstond het in Bosch' ‘laatste periode’, vlak voor de Tuin der lusten. Er werd ook rekening mee gehouden dat het in zijn atelier kan zijn ontstaan. Op grond van dendrochronologisch onderzoek kan het drieluik al omstreeks 1486 zijn ontstaan. Het Bosch Research and Conservation Project concludeerde in november 2015, na grondig onderzoek, dat het een origineel werk is van Jheronimus Bosch alleen.

## Herkomst
Het werk is afkomstig uit de verzameling van Emile Gavet in Parijs. Deze liet het op 8 mei 1906 veilen aan een zekere Ducrey (or Duerey?). Vervolgens kwam het in het bezit van kunsthandelaar Seligmann in Parijs. Deze stelde het als bruikleen ter beschikking aan de grote tentoonstelling over de Vlaamse Primitieven van 1907 in Brugge (zie Tentoonstellingen). Dat jaar werd het gekocht door een oud-premier van België, Auguste Beernaert, die het schonk aan de stad Brugge. In 1957 werd het tijdelijk in bruikleen afgestaan aan de Alte Pinakothek in München.